# Uragano Delta
L'uragano Delta è stato un uragano atlantico di categoria 4.

## Storia della tempesta

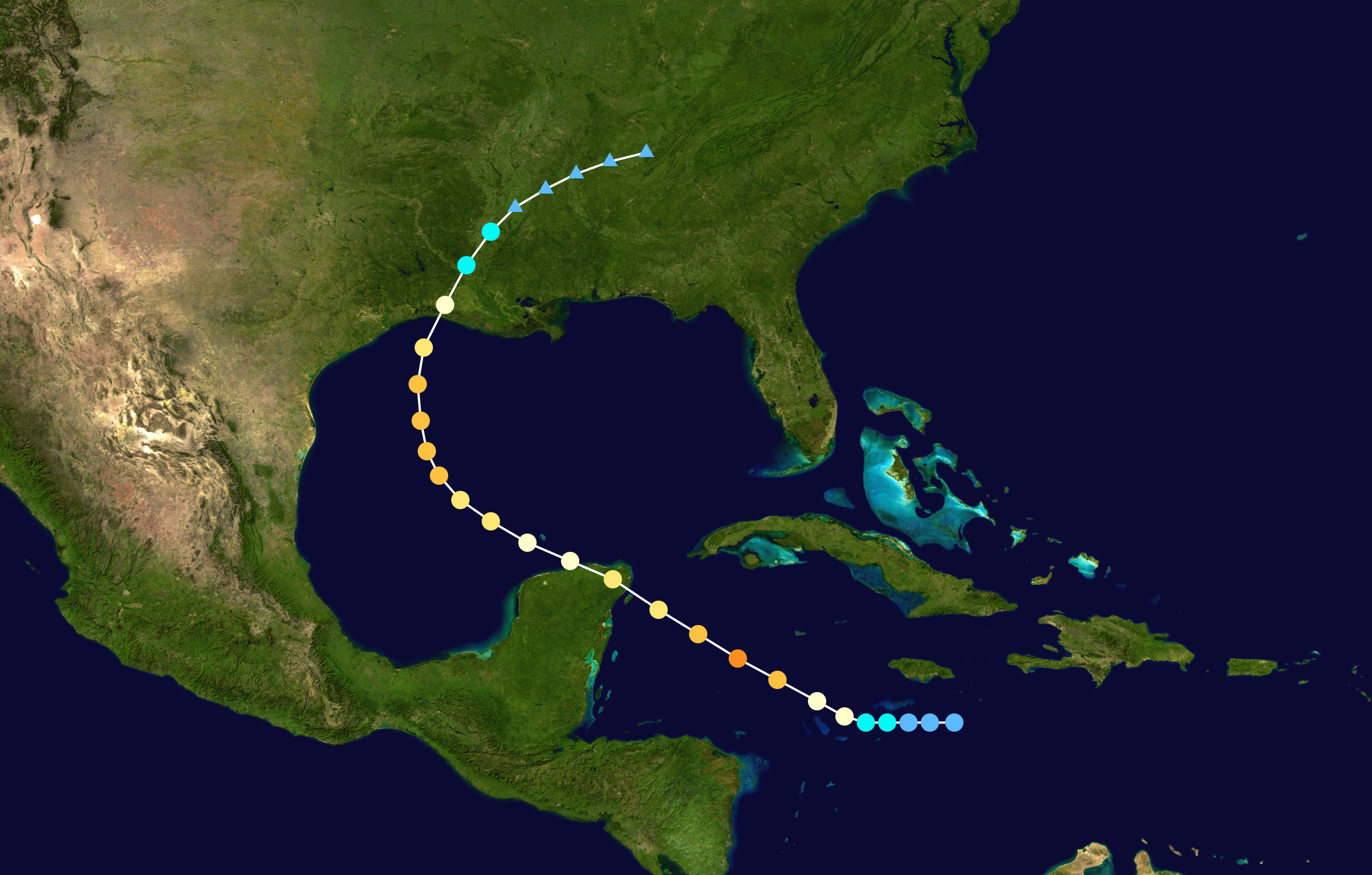
Mappa dell'intensità dell'uragano Delta lungo il suo percorso.

La sera del 30 settembre 2020, il National Hurricane Center ha iniziato a monitorare un'onda tropicale localizzata poche centinaia di miglia ad est delle Piccole Antille in vista di una possibile ciclogenesi tropicale nel mare dei Caraibi. Continuando a muoversi verso ovest, la perturbazione ha iniziato ad organizzarsi nel corso del 3 ottobre, mentre si trovava a sud dell'isola di Hispaniola, e alle 21:00 UTC del 4 ottobre la possibilità di un'imminente ciclogenesi tropicale vicino a terre emerse ha portato il NHC a designarla come potenziale ciclone tropicale ventisei. Sei ore più tardi, alle 03:00 UTC del 5 ottobre, la perturbazione è diventata sufficientemente organizzata da essere finalmente classificata come depressione tropicale ventisei. Alle 12:00 UTC, la depressione si è rafforzata a tempesta tropicale, ricevendo il nome Delta. Delta è diventata quindi la venticinquesima tempesta stagionale più precoce di sempre, battendo di 44 giorni il precedente record stabilito dalla tempesta tropicale Gamma nel 2005.

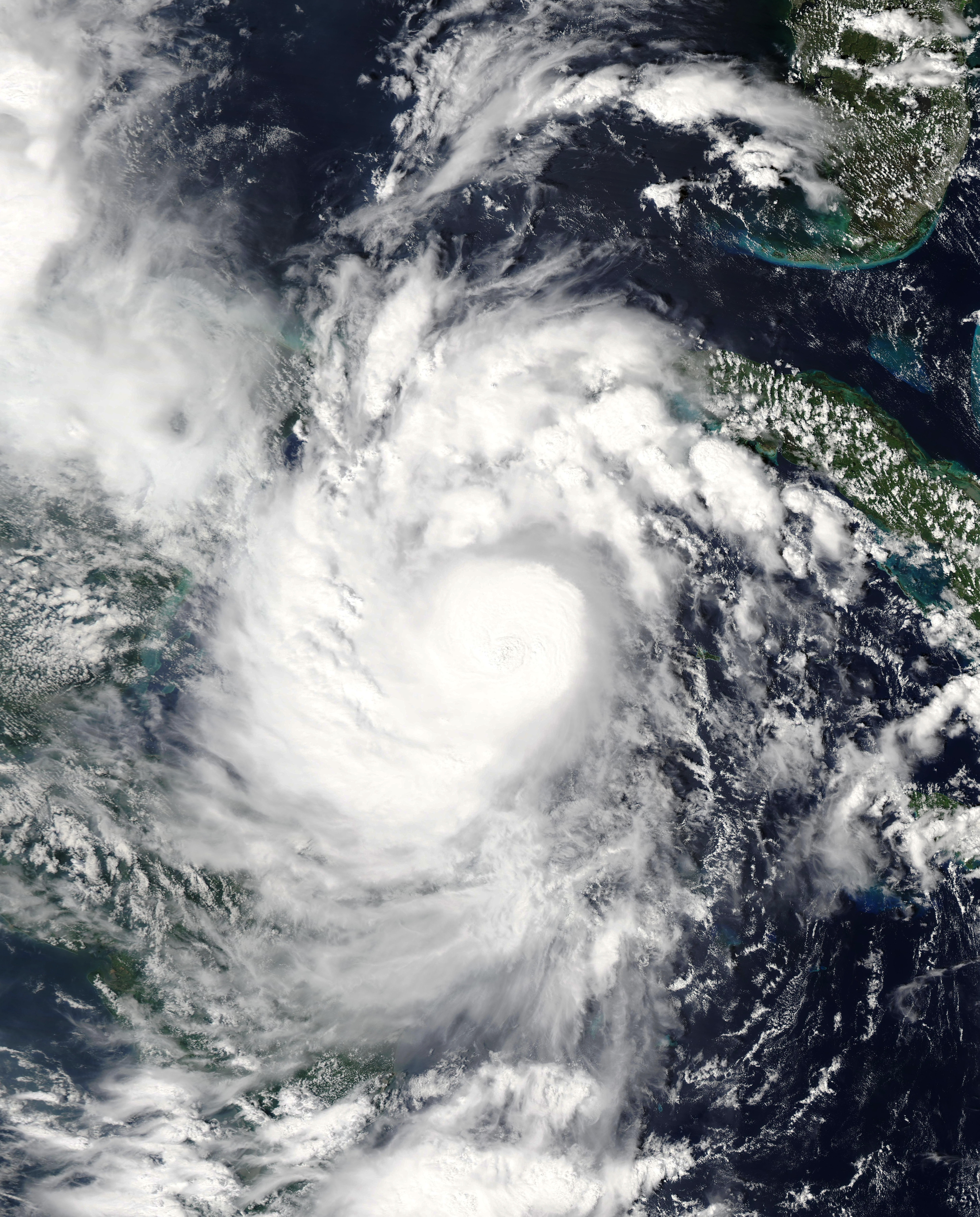
L'uragano Delta il 6 ottobre, durante il primo picco di intensità.

Durante il pomeriggio del 5 ottobre, la tempesta ha continuato a rafforzarsi e ha cominciato a deviare verso ovest-nord-ovest, in direzione della penisola dello Yucatán. Alle 00:00 UTC del 6 ottobre, mentre era localizzata 245 km a sud-sud-ovest della Giamaica, Delta è diventata un uragano di categoria 1 con venti fino a 120 km/h. Il 6 ottobre Delta ha iniziato ad intensificarsi rapidamente, rafforzandosi ad uragano di categoria 2 alle 09:00 UTC e poi di categoria 3 alle 15:00 UTC. Venti minuti più tardi, i dati ottenuti da un volo di ricognizione hanno portato il NHC a classificare Delta come uragano di categoria 4, con venti massimi sostenuti di 215 km/h e una pressione centrale minima di 954 mbar. Nel frattempo, l'uragano ha sviluppato un occhio molto piccolo, largo appena 9,3 km. Nonostante un leggero aumento della pressione minima, salita a 956 mbar, i venti hanno continuato ad aumentare, raggiungendo i 230 km/h alle 21:00 UTC, mentre Delta si trovava 385 km a est-sud-est della costa messicana. All'inizio del 7 ottobre, tuttavia, l’intensificazione si è interrotta e l’uragano ha iniziato bruscamente ad indebolirsi, il muro dell'occhio si è dissipato e alle 06:00 UTC è stato declassato ad uragano di categoria 3 con venti fino a 195 km/h. Poche ore più tardi, alle 10:30 UTC, Delta è approdato come uragano di categoria 2 nella penisola dello Yucatán, nei pressi di Puerto Morelos, con una pressione centrale minima di 972 mbar e venti massimi di 175 km/h.
Circa sette ore più tardi, l'uragano si è mosso sulle acque del golfo del Messico, venendo declassato ulteriormente, alle 21:00 UTC, ad uragano di categoria 1 con venti massimi di 140 km/h. L'8 ottobre Delta ha iniziato una nuova fase di intensificazione, rafforzandosi nuovamente ad un uragano di categoria 2 alle 06:00 UTC. Nel pomeriggio, l'occhio ha cominciato ad apparire sempre più definito nelle immagini satellitari e alle 21:00 UTC Delta è ridiventato un uragano di categoria 3 con venti fino a 185 km/h. L'uragano ha quindi iniziato a deviare verso nord e alle 06:00 UTC del 9 ottobre ha raggiunto, mentre si trovava 400 km a sud della costa della Louisiana, il suo secondo picco di intensità con venti massimi sostenuti di 195 km/h e una pressione centrale minima di 953 mbar. Avvicinandosi alla costa, le acque più fredde, l'aumento del wind shear e l'immissione di aria secca hanno portato l'uragano ad indebolirsi e alle 23:00 UTC Delta è approdato in Louisiana, nei pressi di Creole, come uragano di categoria 2 con venti massimi di 155 km/h e una pressione centrale minima di 970 mbar. Un'ora dopo l'approdo, Delta è stato declassato ad uragano di categoria 1 e poi a tempesta tropicale alle 06:00 UTC del 10 ottobre. Dopo essersi mossa sul Mississippi occidentale, alle 15:00 UTC la tempesta si è indebolita a depressione e sei ore più tardi si è disgregata.

## Preparazione

### Grandi Antille
Il governo delle Isole Cayman ha emesso un allarme tempesta per le isole di Grand Cayman e Cayman Brac il pomeriggio del 4 ottobre. È stata ordinata la chiusura delle scuole per il 5 e 6 ottobre e tutti gli eventi governativi sono stati sospesi. La Cayman Airways ha cancellato tutti i suoi voli in arrivo e in partenza dalle isole.
Il 4 ottobre il governo di Cuba ha emesso le prime allerte legate alla tempesta, che il 5 ottobre sono state aggiornate in un allarme uragano per la provincia di Pinar del Río e un allarme tempesta per l'isola della Gioventù. Tuttavia, in serata, dopo che la traiettoria di Delta ha deviato verso sud, l'allarme uragano per la provincia di Pinar del Río è stato trasformato in allarme tempesta.

### Messico
Il 5 ottobre, in previsione dell'arrivo di Delta, il governo messicano ha emesso un allarme uragano per la costa della penisola dello Yucatán compresa tra Río Lagartos e Tulum, inclusa l'isola di Cozumel, e un allarme tempesta per le aree comprese tra Río Lagartos e Progreso e tra Tulum e Punta Herrero. La mattina del 6 ottobre, l'allarme uragano è stato esteso da Tulum a Dzilam de Bravo. Lo stesso giorono, sono state avviate le prime evacuazioni nello stato di Quintana Roo, dove 81 rifugi sono stati aperti per assistere gli sfollati, e il presidente Andrés Manuel López Obrador ha disposto il dispiegamento di 5 000 soldati negli stati di Quintana Roo e Yucatán per assistere nelle operazioni.

### Stati Uniti
Il 6 ottobre, il governatore della Louisiana John Bel Edwards ha dichiarato lo stato di emergenza in previsione dell'arrivo dell'uragano, seguito poi anche dal governatore dell'Alabama Kay Ivey e, il 7 ottobre, da quello del Mississippi Tate Reeves. In Louisiana, ordini di evacuazione obbligatoria sono stati dichiarati per la città di Grand Isle, nella parrocchia di Jefferson, per le intere parrocchie di Calcasieu e Jefferson Davis, per gran parte di Cameron e per le aree più basse di Iberia e Vermilion. Evacuazioni volontarie sono state invece avviate per le parrocchie di Acadia, Beauregard e Jefferson e per alcune aree di Iberia, Lafayette, Plaquemines, Saint Landry, Saint Martin, Saint Mary e Vermilion.
Alle 22:00 CDT del 7 ottobre, dopo le prime allerte emanate in mattinata, il NHC ha emesso un allarme uragano per la costa della Louisiana compresa tra Sabine Pass e Morgan City e un allarme tempesta per le aree a est di Morgan City fino alla foce del Pearl River e per la costa texana compresa tra Sabine Pass e San Luis Pass. In aggiunta, un allarme legato all'onda di tempesta è stato dichiarato per tutta la costa della Louisiana e per quella del Mississippi a ovest di Ocean Springs. L'8 ottobre, l'allarme uragano e quello per l'onda di tempesta sono stati estesi alla costa texana compresa tra Sabine Pass e High
Island, mentre l'allarme tempesta è stato esteso da San Luis Pass a Sargent.